# Andrási Attila

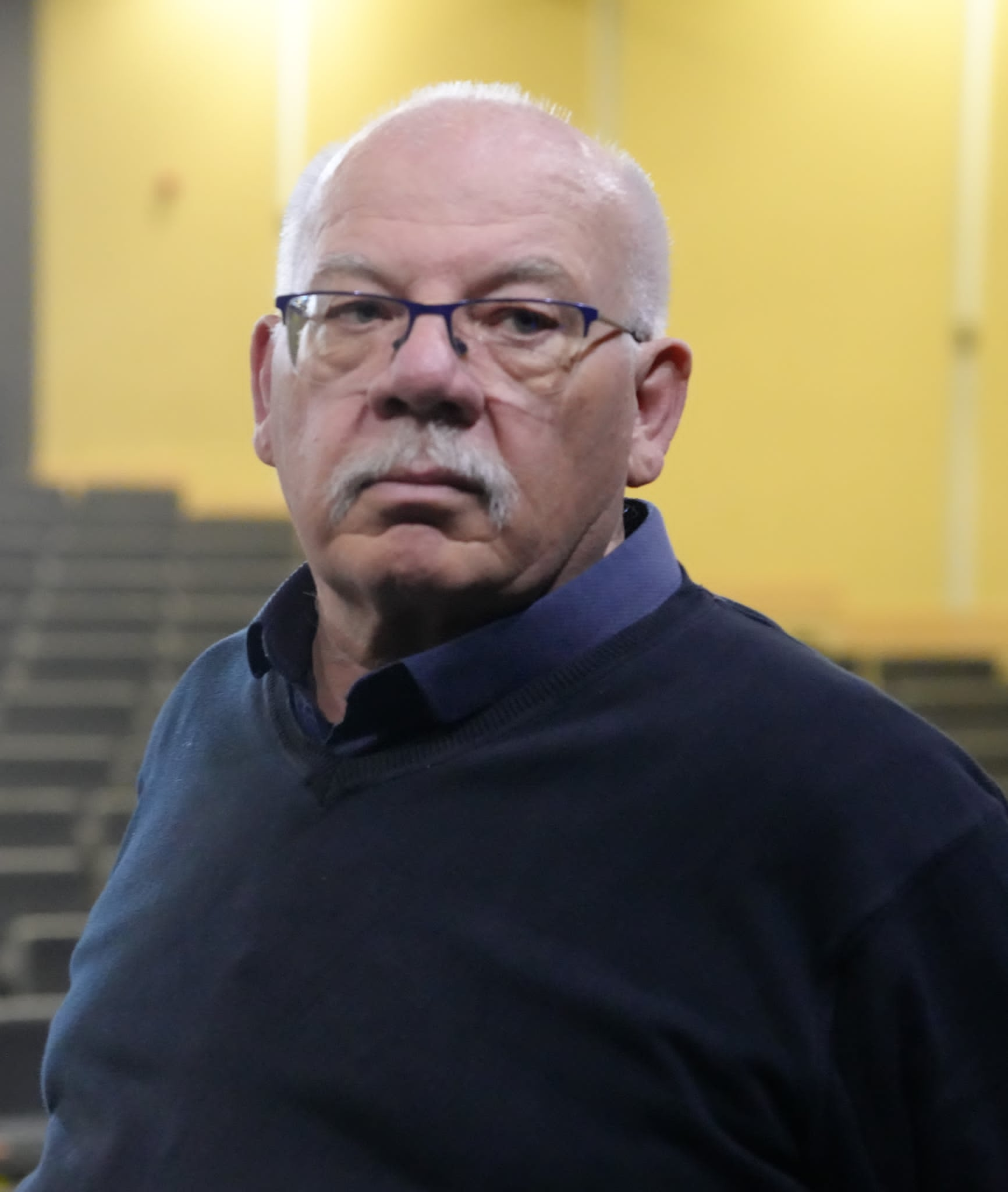

Andrási Attila 1956. december 17-én született Szabadkán. Magyar író, rendező, színházi vezető, aki jelentős hatást gyakorol a magyar nyelvű színházi kultúrára a Kárpát-medencében. A MKUK (Magyar Udvari Kamara Színház) alapítója.

## Pályafutása
1986-ban szerzett oklevelet az Újvidéki Művészeti Akadémia rendező szakán, Boro Draskovics csoportjában.1983-ban, az Újvidéki Rádió bemutatta „Az élet” című dokumentum műsorát. Az 1984/85-ös évadban a Szerb Nemzeti Színházban rendezte Strindberg „Pajtás” c. művét, majd az 1985/86-os évadban az Újvidéki Színházban Bulgakov „Iván, a rettentő”-jét.1987-ben, a Szabadkai Népszínházban Arthur Miller „Az ügynök halála” c. drámáját vitte színre. 1988-ban, a volt Jugoszlávia országos színházi fesztiváljára szabadkai, újvidéki és belgrádi színészekből összeállította a „FEUD” nevű színházi csoportosulást, és Wole Soynka nigériai drámaíró műve alapján bemutatta a „FEUD” című előadást, amely az akkori jugoszláv szocialista valóságot, mint hűbéri rendszert tükrözi. Az előadást az év nyarán játszották a valamikori Jugoszláv Szocialista Szövetségi Köztársaság szinte minden nagyvárosában.1989-ben a Szabadkai Népszínház műsorra tűzte a „S.V.E.R.C.” című színdarabját. A bemutató előtt az előadást politikai okok miatt letiltották. A magyar dráma önállóságának a megszüntetése után a Szabadkai Népszínház műsoráról lassan lekerültek a magyar nyelvű előadások, ezért elhagyta a színházat. 1990-91-ben önszerveződésen alapuló délvidéki magyar színház létrehozásán kezdett el dolgozni. Mivel a délszláv háború kezdetén élesen ellenezte a szerb kommunista vezetés által követett politikát, 1991-ben Magyarországra távozott.1992-93-ban különböző budapesti színészképző tanodákban vezetett osztályokat.1993-tól öt éven keresztül a Rádiószínháznak készített dokumentumműsorokat a délszláv háborúk áldozatairól, eközben megjárta a menekülttáborokat és Szlavónia háború sújtotta részeit. A második szabad választásokig a Magyar Rádió műsorigazgatásának egyik szerkesztője lett. 1994-ben, többek között a „Vótak ott fiúk, akik elestek” című műsora képviselte a Magyar Rádiót a „20th International Feature Conferencen”. Ezt követően a Magyar Rádió Elnöki Jutalomban részesítette a „Kórógy – múlt és jelen” című dokumentumműsoráért. 1995 márciusában ugyanezen hangjátékáért az „Új Magyar Hangjáték Szerzői Díját” is elnyerte. A Berni Rádió is megvette a „Vótak ott fiúk, akik elestek” című műsorát.1995 telén, a Picaro MPM, rendezésében bemutatta a „HÁBORÚ” című darabot a Hunnia előadótermében.1996-ban „Félelem” címmel a „Három Sztár” film kft. felkérésére forgatókönyv írásába fogott. Közben a Magyar Rádió Rádiószínháza részére különböző műsorokat készített.1997 decemberében a Szkéné Színházban bemutatták  „Szerelem” című előadását, mely Sam Shepard „Szerelem bolondja” című színdarabja alapján készült. 1998 tavaszán ugyanitt színre viszi Lev Birinszkij „Bolondok táncát”.1998 októberében a „Szerelem” stábja nagy sikerű délvidéki vendégszereplésen vett részt Szabadkán, Újvidéken és Zentán. 1998. decemberében, a szabadkai Kosztolányi Színház felkérte Ariel Dorfman „A halál és a lányka” c. művének megrendezésére.1999-ben a kisvárdai Határon Túli Magyar Színházak Találkozóján ez az előadás képviselte a szabadkai Kosztolányi Színházat. Ugyanezen év őszén, az előadás nagy sikerrel vett részt a Vajdasági Színházak Találkozóján is, valamint vendégszerepelt Budapesten a Thália színházban. Közben dokumentum-műsorokat készített a Magyar Rádió Rádiószínháza részére. Két egyórás műsor a Szabadkai Népszínház elmúlt ötven évéről, és  Délvidékről elűzött menekültekről szól, valamint különböző történelmi műveket is dramatizált. 1999. szeptemberében létrehozta a Délvidéki Magyarok Közössége elnevezésű egyesületet, amely a délszláv háborúk során elmenekült magyarok gondjaival foglalkozott. Az alakuló közgyűlés az egyesület elnökévé választotta. 2000 elején a Kapu folyóirat közölte lírai és prózai munkáit. 2000 márciusában a Vajdasági Színházak Találkozója bírálóbizottságába választották. 2002 tavaszán kezdeményezésére létrejött a Magyar Kanizsai Udvari Kamaraszínház, amely jelenleg is működik és a huszadik század magyar történelmét viszi színre. Az új társulattal 2002. október 19-én volt az első bemutató, Németh Ákos „Vörös bál” c. művét rendezte. A számos rendezés mellett egyre több történelmi dráma megírására is vállalkozott, mely kifejezetten az általa válogatott társulat arculatára íródott. 2007. szeptember 21-én „Aracs” díjjal tüntették ki. 2018. augusztus 20- án kiemelkedő színvonalú munkája elismeréseként Magyar Érdemrend Tisztikereszt polgári tagozat kitüntetésben részesült. Tevékenységének köszönhetően, 2019. februárjában a magyar állam kormányrendeletben ismerte el a vándorszínházi tevékenység fontosságát, és azóta állandó támogatással segíti az Udvari Kamaraszínház misszióját. 2019. március 15-én Jászai Mar - díjjal tüntette ki Kásler Miklós az Emberi Erőforrások Minisztériumának minisztere.

## Művészeti filozófiája
Művészeti filozófiája szerint a színház nemcsak szórakoztatás, hanem eszköz a közösségi és nemzeti identitás erősítésére is. A történelmi események feldolgozása során arra törekszik, hogy a múlt tanulságait a jelen számára is érthetővé és átélhetővé tegye. Munkáiban gyakran alkalmazza a tragikomédia eszközeit, hogy a nehéz témákat is közel hozza a közönséghez.

## Drámaírói munkái
- S.V.E.R.C.
- Félelem (forgatókönyv)
- A világ és a vége (Wass Albert Adjátok vissza a hegyeimet, és Jönnek c. művei alapján)
- Siposhegyi Péter – Andrási Attila „Magyar Piéta - Öszödi köztársaság” (társszerző)
- 1918 Őszirózsák – Zuhanórepülés
- Fehér Szarvas (Zilahy Lajos „A fehér szarvas” c. drámája alapján)
- Tizennyolc
- Tizenkilenc
- Rajongók
- Anjou
- Karády és a szerelem – Ujszászy és a világ

## Színházi rendezései
- Strindberg: Pajtás (Szerb Nemzeti Színház)
- Bulgakov: Iván, a rettentő (Újvidéki Színház)
- Arthur Miller: Az ügynök halála (Szabadkai Népszínház)
- Wole Soynka: FEUD (FEUD)
- Andrási Attila: S.V.E.R.C. (Szabadkai Népszínház)
- Háború (Hunnia előadóterme)
- Sam Shepard: Szerelem bolondja (Szerelem) (Szkéné Színház)
- Lev Birinszkij „Bolondok tánca (Szkéné Színház)
- Ariel Dorfman: A halál és a lányka (a szabadkai Kosztolányi Színház)
- Németh Ákos: Vörös bál (Magyar kanizsai Udvari Kamaraszínház)
- Siposhegyi Péter: Halottak napjától virágvasárnapig
- Andrási Attila: A világ és a vége (Wass Albert Adjátok vissza a hegyeimet, és Jönnek c. művei alapján)
- Siposhegyi Péter – Andrási Attila „Magyar Piéta - Öszödi köztársaság” (Magyar Kanizsai Udvari Kamaraszínház)
- Andrási Attila:1918 Őszirózsák – Zuhanórepülés (Duna Palota)
- Székely Mózes: Kié ez az ország? (Duna Palota)
- Andrási Attila: Fehér Szarvas (Duna Palota)
- Andrási Attila: Tizennyolc (Duna Palota)
- Andrási Attila: Tizenkilenc
- Andrási Attila: Rajongók
- Andrási Attila: Anjou
- Andrási Attila: Karády és a szerelem – Ujszászy és a világ

## Rádiós munkái
- Az élet (Újvidéki Rádió)
- „Vótak ott fiúk, akik elestek” (Magyar Rádió)
- Kórógy – múlt és jelen (Magyar Rádió)

## Díjai
- Új Magyar Hangjáték Szerzői Díj (1994)
- Magyar Rádió Elnöki Jutalom (1995)
- Aracs–díj (2007)
- A Magyar Érdemrend tisztikeresztje (2018)
- Jászai Mari-díj (2019)